# Cimetière de Rabastens
Le cimetière de Rabastens est un cimetière municipal situé à Rabastens dans le département du Tarn et le pays de l'Albigeois. Il se trouve près de l'église Saint-Pierre.

## Histoire et description
Le cimetière planté de cyprès et d'un grand cèdre à l'entrée est riche d'un patrimoine architectural élégant dans sa partie ancienne. Nombre de sépultures du XIXe siècle et du début du XXe siècle appartiennent à des familles de militaires, de l'aristocratie locale ou de notables du négoce. La brique rose y est présente.

## Personnalités inhumées
- Georges Bertrand (1899-1980), commissaire général de la marine
- Gustave de Clausade (1815-1888), avocat, homme de lettres, maire de Rabastens en 1848 (chapelle avec sculpture)
- Gabriel O'Byrne (1878-1917), commandant du sous-marin Curie
- Louis Roustan (1853-1927), sculpteur (bas-relief de bronze, par son fils, Laurent Roustan)
- Chapelle de la branche aînée de la famille de Toulouse-Lautrec (dont l'arrière-grand-oncle du peintre)
- Général Louis-François Villien (1843-1907) directeur de l'École polytechnique